# Lac Josephine
Le lac Josephine (en anglais : Lake Josephine) est un lac américain dans le comté de Glacier, au Montana. Il est situé à 1 488 mètres d'altitude au sein du parc national de Glacier. Sur ses eaux évolue le Morning Eagle, bateau de tourisme inscrit au Registre national des lieux historiques depuis le 23 juillet 2018.